# Sven Kumlin
Sven Axel Emanuel Kumlin, född 1892 i Ockelbo, Gävleborgs län, död 1967, var en svensk målare. 
Kumlin studerade konst vid olika målarskolor i Stockholm. Hans konst består av landskap huvudsakligen med motiv från norra Sverige.